# Manīdar
Manīdar (persiska: منیدر, Monīdar) är en ort i Iran.   Den ligger i provinsen Khorasan, i den nordöstra delen av landet, 500 km öster om huvudstaden Teheran. Manīdar ligger 1 615 meter över havet och antalet invånare är 942.
Terrängen runt Manīdar är huvudsakligen kuperad, men söderut är den bergig.Runt Manīdar är det ganska glesbefolkat, med 29 invånare per kvadratkilometer. Närmaste större samhälle är Dastūrān, 13,3 km öster om Manīdar. Trakten runt Manīdar består i huvudsak av gräsmarker.